# Conferenza dei governanti

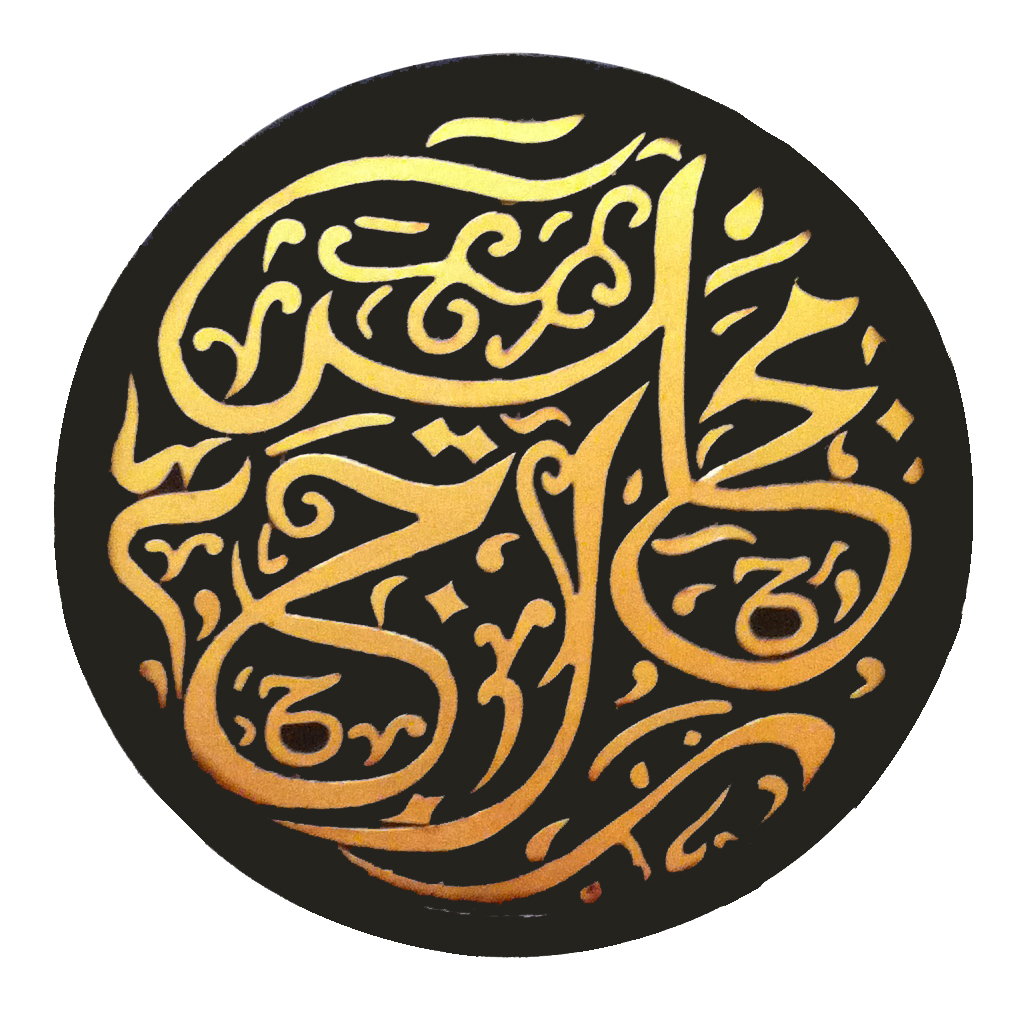
La parola Majlis Raja-Raja (che in malese significa "Conferenza dei governanti") in alfabeto Jawi e calligrafia diwani, che può essere visto sull'emblema del Custode del sigillo dei governanti.

La Conferenza dei governanti (detta anche Consiglio dei governanti o durbar, in malese: Majlis Raja-Raja; Jawi: مجليس راج٢) in Malaysia è un consiglio che comprende i nove sovrani degli stati malesi monarchici e i governatori, o Yang di-Pertua Negeri, degli altri quattro stati. È stato ufficialmente istituito ai sensi dell'articolo 38 della Costituzione della Malesia ed è l'unica istituzione di questo tipo al mondo, secondo la Biblioteca nazionale della Malesia. La sua responsabilità principale è l'elezione dello Yang di-Pertuan Agong (re supremo) e del suo vice, il Timbalan Yang di-Pertuan Agong, ogni cinque anni o quando la carica diviene vacante per morte, dimissioni o rimozione del titolare. La Conferenza svolge un ruolo anche nella modifica della Costituzione e in alcune altre politiche, in particolare, nelle materie trattate dagli articoli "trincerati", vale a dire quelle riguardanti lo status dei governanti, i privilegi speciali degli indigeni Bumiputra (ai sensi dell'articolo 153 della Costituzione della Malesia), lo status della lingua malese come lingua nazionale e la clausola che disciplina la modifica di tali articoli.

## Storia

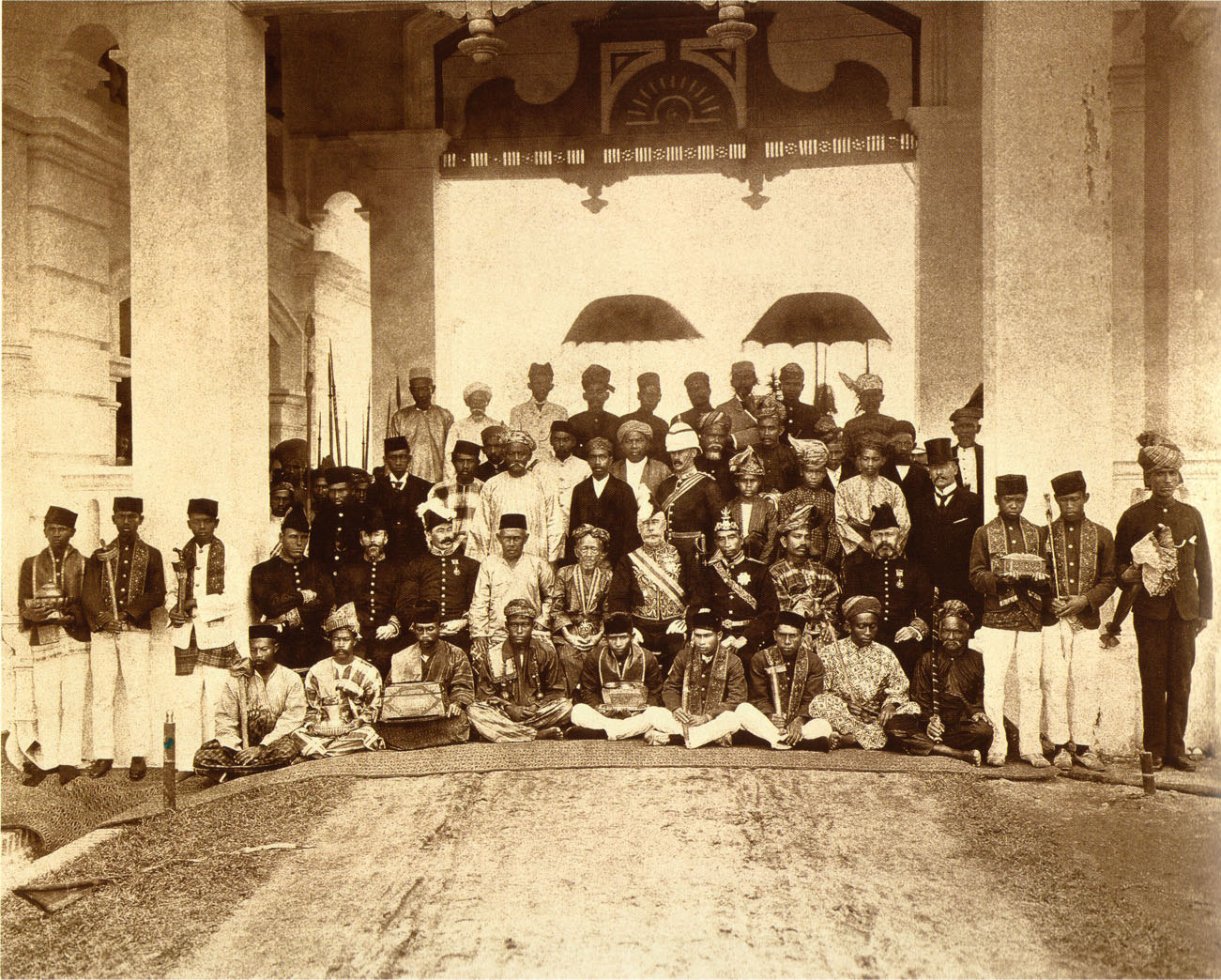
Il primo durbar dei sovrani malesi a Kuala Kangsar nel Perak.

La Conferenza dei governanti trae le sue origini nel durbar del 1897 dei sovrani degli Stati malesi federati, all'epoca protettorato britannico. Quest'entità politica era composta dai quattro stati di Perak, Selangor, Negeri Sembilan e Pahang. Lo scopo del durbar, come descritto dal residente generale Frank Swettenham, era quello di "portare nelle case dei malesi, nel modo più eclatante possibile, la realtà della Federazione".
Dopo la seconda guerra mondiale, venne istituito un organo simile chiamato Consiglio dei sultani nell'Unione malese. Il Consiglio comprendeva ex officio il governatore dell'Unione, che fungeva da presidente, i nove governanti, il segretario capo, il procuratore generale e il segretario finanziario. Le uniche funzioni del Consiglio erano di prendere in considerazione la legislazione relativa all'Islam (funzione svolta da un sottocomitato del Consiglio, che comprendeva solo i membri musulmani) e di consigliare il Governatore dell'Unione o il sovrano di uno stato, se necessario.
La prima Conferenza dei governanti venne convocata il 31 agosto 1948 e vi presero parte tutti i sovrani dei nove stati monarchici. In quell'anno i britannici avevano istituito la semi-autonoma Federazione della Malesia. La Conferenza dei governanti continuò a riunirsi anche dopo l'indipendenza quando divenne un organo formalmente previsto dalla Costituzione.

## Ammissione
L'ammissione alla conferenza dipende dalla successione degli stati monarchici e dalla nomina dei governatori. Lo Yang di-Pertuan Agong nomina i governatori, mentre ogni Stato monarchico ha una propria procedura per la successione al trono. Uno di questi, il Negeri Sembilan, è di per sé formalmente una monarchia elettiva.
Solo i governanti degli stati malesi di Negeri Sembilan, Selangor, Perlis, Terengganu, Kedah, Kelantan, Pahang, Johor e Perak sono autorizzati a partecipare attivamente e passivamente all'elezione dello Yang di-Pertuan Agong. I governatori degli altri stati - Penang, Malacca, Sabah e Sarawak - sono esclusi quando la Conferenza dei governanti si riunisce per decidere l'elezione o la rimozione dello Yang di-Pertuan Agong o del suo vice e per discutere circa i privilegi dei governanti e le questioni dell'Islam.
Se un membro della Conferenza non è in grado di partecipare a una riunione, il suo Stato deve designare un sostituto temporaneo; questo processo è definito dalla stessa Costituzione di ciascuno Stato e quindi varia. Una volta eletto, lo Yang di-Pertuan Agong delega la rappresentazione del suo stato al reggente che ha selezionato per governare al suo posto nel suo stato natale. Lo Yang di-Pertuan Agong partecipa alle riunioni della Conferenza, anche se lo fa in modo intermittente, di solito solo quando la Conferenza deve discutere di questioni di politica nazionale o per eleggere un nuovo Yang di-Pertuan Agong.
Quando partecipa alle riunioni della Conferenza, ogni sovrano e governatore è accompagnato dal Menteri Besar (per gli stati monarchici) o dal Primo ministro (per gli stati non monarchici) del suo Stato. Quando alle riunioni è presente lo Yang di-Pertuan Agong, questo è accompagnato dal Primo ministro.
Ogni assemblea della Conferenza è presieduta a rotazione da uno dei nove sovrani.

## Ruoli e procedure
La Biblioteca nazionale ha definito la Conferenza dei governanti "l'istituzione suprema del Paese", il che significa che anche il Parlamento è subordinato ad esso. Tuttavia, il suo ruolo è di fatto soprattutto simbolico, in quanto anche l'elezione dello Yang di-Pertuan Agong generalmente segue un ordine fisso basato sull'anzianità dei governanti malesi al momento dell'indipendenza nel 1957.
Nel processo decisionale, se è coinvolta la Conferenza dei governanti, lo Yang di-Pertuan Agong è costituzionalmente tenuto a consultare non solo il Primo ministro federale e i membri della Conferenza ma anche il Menteri Besar (Ministro capo) di ogni stato.

### Modifica della Costituzione
Il ruolo della Conferenza nel processo di revisione della Costituzione è enunciato dall'emendamento del 1971, uno dei primi provvedimenti legislativi approvati dal Parlamento dopo il catastrofico incidente del 13 maggio, che ha visto almeno duecento morti in scontri razziali nella capitale federale di Kuala Lumpur.
La legge costituzionale definì particolarmente protetti gli articoli 152, 153 e 181 e anche la parte III della Costituzione; qualsiasi critica pubblica di tali disposizioni potrebbe ora essere incriminata dal Parlamento (questo venne previsto separatamente con modifiche alla legge sulla sedizione). Le disposizioni in questione riguardano il contratto sociale tra etnie (da non confondere con la filosofia del contratto sociale tra il governo e i governati), frutto di un accordo quid pro quo tra i Bumiputra e i non-Bumiputra. In cambio della concessione della cittadinanza ai non Bumiputra, ai Bumiputra vennero garantiti diritti speciali. Le modifiche vennero così efficacemente "radicate" nel contratto sociale, rendendo modificabile quest'ultimo solo con l'accordo della Conferenza dei governanti. Alcuni descrissero poi la Conferenza dei governanti come il simbolo della "posizione dominante dei malesi".
La Conferenza interviene negli emendamenti riguardanti la lingua malese come lingua nazionale, i particolari privilegi e diritti dei malesi e delle altre popolazioni indigene (i Bumiputra, che costituiscono più della metà della popolazione malese), lo status dei governanti e le disposizioni per la cittadinanza. Inoltre, il quinto comma dell'articolo 159, che disciplina le modifiche alla Costituzione, venne modificato per rendere le disposizioni della Costituzione relative alle "questioni sensibili" menzionate in precedenza passibili di modifica solo con il consenso della Conferenza dei governanti. Questo regolamento si applica anche al quinto comma dell'articolo 159.
Questi cambiamenti incontrarono una forte opposizione da parte del Partito d'Azione Democratica e del Partito Popolare Progressista, entrambi i quali avevano chiesto cambiamenti nelle politiche governative relative a tali "questioni delicate" nelle loro campagne per le elezioni generali del 1969. Gli emendamenti furono accusati di minare la supremazia parlamentare e alcuni considerarono la legislazione poco chiara circa il divieto di contestazione. In particolare fu chiesto se il divieto di contestazione si applicasse anche al quinto comma dell'articolo 159.
Altri, come il Times di Londra criticarono aspramente gli emendamenti costituzionali, affermando che avrebbero "preservato come immutabile il sistema feudale che domina la società malese" e che "avrebbe dato a questo corpo arcaico di piccoli monarchi costituzionali un'incredibile potenza in blocco", suggerendo che questa mossa era ipocrita alla luce della dichiarazione del Primo ministro Abdul Razak Hussein di "avere la piena consapevolezza che le questioni importanti non devono più essere spazzate sotto il tappeto...". Tuttavia, nonostante la feroce opposizione, la coalizione di governo guidata dal Fronte Nazionale approvò gli emendamenti in Parlamento senza opposizione ottenendo la maggioranza qualificata di due terzi richiesta.

## Incontri
La Conferenza dei governanti si riunisce di norma tre volte l'anno. Tuttavia, qualora lo Yang di-Pertuan Agong o almeno tre membri della Conferenza ne facciano richiesta, il Custode del sigillo dei governanti può convocare una riunione straordinaria della Conferenza. L'assemblea che elegge il sovrano federale è convocata al più tardi quattro settimane prima della fine del mandato quinquennale dello Yang di-Pertuan Agong e ogni volta che questa carica o quella del suo vice divengono vacanti per morte, dimissioni o rimozione del titolare.
La Conferenza si riunisce generalmente all'Istana Negara, ma le riunioni si possono tenere in altri luoghi con il consenso dei membri della Conferenza. In alcune occasioni le riunioni si sono tenute in vari palazzi statali, nella sede del Parlamento e in strutture alberghiere.
Ogni sovrano presiede a turno la riunione. L'agenda è generalmente illustrata e resa nota ai governanti prima della riunione. Durante l'incontro, nessuno dei governanti ha la precedenza sull'altro e tutti sono considerati eguali. Anche lo Yang di-Pertuan Agong non ha la precedenza sugli altri governanti e serve a rappresentare il governo federale. Tuttavia, un governante che è in carica da più tempo è considerato più anziano e il suo consiglio è ampiamente rispettato per la ricchezza della sua esperienza, ma questo consiglio non deve necessariamente essere seguito.
Il segretario della Conferenza è il Custode del sigillo dei governanti.